# Ключ до успіху
Ключ до успіху - український фільм режисера Сергія Гоголєва знятий у місті Луганськ.

## Про фільм
Відомий у місті ювелір зробив якось для свого сина незвичайний ключ у вигляді гарної золотої прикраси. Цим ключем він завжди замикає у своєму депозитному сейфі банка щось дуже цінне для нього. Доля непередбачувана, тож ювелір помирає,  його син Сашко потрапляє до в’язниці. З легкої подачі Сашка двоє його друзів за нещастям, Стас і Боня, попадають на 100 кілограмів золота. Тож коли Сашко виходить на волю замість того, щоб шукати вбивцю батька і викраденого в нього ключа доводиться йому вирішувати проблеми із боргом. Проте, це стає дедалі більше нереальним: у перегони за ключем і золотом включається мер міста і парочка дивних кримінальних груп.
Володіння ключем до успіху ще не означає самого успіху.